# Campeonato de Tercera División 1903 (Argentina)
El Campeonato de Tercera División 1903 fue la cuarta edición de este certamen en la tercera categoría del fútbol argentino. Fue organizado por la Argentine Association Football League, y disputado en su mayoría por formaciones alternativas y juveniles de equipos que competían en divisiones superiores.
El certamen consagró campeón al segundo equipo de Estudiantes, tras vencer por 3 a 1 a Villa Ballester en la última fecha.

## Incorporaciones
| Incorporados a la Segunda División 1903 |
| --------------------------------------- |
| Banfield                                |

| Incorporados de la Segunda División 1902 |
| ---------------------------------------- |
| Estudiantes II                           |
| San Martín Ath.                          |
| Tigre Ath.                               |

| Afiliados           |
| ------------------- |
| America             |
| Belgrano Juniors    |
| Buenos Aires FC     |
| Estudiantes III     |
| Instituto Americano |
| Maldonado           |
| Plate United        |
| Villa Ballester     |

| Desafiliados             |
| ------------------------ |
| Argentino de Lomas II    |
| Colegio Nacional del Sud |
| Nacional II              |
| Porteño II               |

El número de participantes aumentó a 13.

## Equipos
| Equipo              | Ciudad          |
| ------------------- | --------------- |
| América             | Buenos Aires    |
| Barracas III        | Buenos Aires    |
| Belgrano Juniors    | Buenos Aires    |
| Estudiantes II      | Buenos Aires    |
| Estudiantes III     | Buenos Aires    |
| Instituto Americano | Adrogué         |
| Lomas Juniors       | Lomas de Zamora |
| Maldonado           | Buenos Aires    |
| Plate United        | Buenos Aires    |
| San Martín          | San Martin      |
| Villa Ballester     | Villa Ballester |

## Sistema de disputa
Los equipos se enfrentaron bajo el sistema de todos contra todos a dos ruedas.

## Tabla de posiciones final
| Pos | Equipo              | Pts | PJ | G  | E | P  | GF | GC | Dif |
| --- | ------------------- | --- | -- | -- | - | -- | -- | -- | --- |
| 1º  | Estudiantes II      | 34  | 20 | 15 | 4 | 1  | 28 | 12 | 16  |
| 2º  | Lomas Juniors       | 32  | 20 | 14 | 4 | 2  | 19 | 9  | 10  |
| 3º  | America             | 30  | 20 | 14 | 2 | 4  | 26 | 13 | 13  |
| 4º  | Maldonado           | 22  | 20 | 9  | 4 | 7  | 15 | 20 | -5  |
| 5º  | Belgrano Juniors    | 20  | 20 | 8  | 4 | 8  | 18 | 21 | -3  |
| 6º  | Barracas III        | 16  | 20 | 6  | 4 | 10 | 19 | 16 | 3   |
| 7º  | San Martín III      | 16  | 20 | 7  | 2 | 11 | 6  | 10 | -4  |
| 8º  | Instituto Americano | 16  | 20 | 7  | 2 | 11 | 11 | 20 | -9  |
| 9º  | Estudiantes III     | 14  | 20 | 5  | 4 | 11 | 8  | 12 | -4  |
| 10º | Villa Ballester     | 9   | 20 | 3  | 3 | 14 | 11 | 17 | -6  |
| 11° | Plate United        | 9   | 20 | 4  | 1 | 15 | 17 | 28 | -11 |
| —   | Buenos Aires FC     | —   | —  | —  | — | —  | —  | —  | —   |
| —   | Tigre Ath.          | —   | —  | —  | — | —  | —  | —  | —   |

|                                    |
|                                    |
| Campeón Estudiantes II 1.er título |